# Tumpeng
Il tumpeng è un piatto indonesiano composto da un cono di riso circondato da una serie di contorni di carne e verdure.
Il tumpeng viene preparato cuocendo a vapore del riso in un recipiente conico di bambù. A volte il cereale è insaporito con latte di cocco (nasi uduk) o curcuma (nasi kuning). La montagnola di riso allude alla devozione degli uomini nei confronti di Dio e il percorso che essi devono percorrere per raggiungerlo, mentre gli alimenti che lo circondano simboleggiano la vegetazione e la fauna selvatica indonesiane.

## Etimologia e storia
La parola tumpeng è un'abbreviazione della parola indonesiana tumapaking panguripan-tumaksi lempeng-tumuju pengeran (lett. "camminare dritto verso Dio").
Sebbene non se ne conoscano le origini, il tumpeng ha origini antiche e viene menzionato in alcuni manoscritti quali il Rāmāyaṇa, l'Arjuna Wijaya e il Kidung Harsa Wijaya. In questi ultimi due testi, viene riportato che si tratta di un alimento onnipresente durante le festività. Risulta che il piatto fosse consumato ancor prima che il governo riconoscesse la religione di Kapitayan. La formula Ni Towok, kulo niat adang tumpeng (lett. "Ni Towok, ho intenzione di cucinare il tumpeng"), che per tradizione viene recitata prima di preparare la pietanza, conferma che essa esistesse quando il culto di Kapitayan si era diffuso nel Paese.
Oggigiorno il piatto è consumato in occasione di cerimonie locali come lo slametan.
Nel 2013 il Ministero indonesiano del turismo e dell'economia creativa inserì il tumpeng tra le 30 "icone culinarie indonesiane"; nel 2014 gli assegnò lo status di alimento nazionale ufficiale dell'Indonesia, asserendo che si tratti di un «piatto che racchiude la diversità delle varie tradizioni culinarie indonesiane.»